# David Mitrany

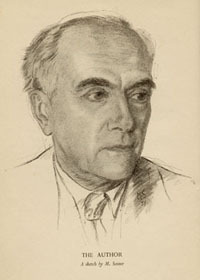
Dibujo, 1943

David Mitrany (1888 – 1975), fue un historiador y teórico político rumano, naturalizado británico. su obra consistió fundamentalmente en sentar las bases de la teoría del funcionalismo, también conocido como institucionalismo, y el funcionalismo internacional.
Mitrany fue pionero de la teoría integradora moderna. Esta disciplina es el tercer enfoque liberal más importante en las relaciones internacionales (tras el liberalismo internacional y el idealismo). El principio básico de la teoría sostiene que la cooperación internacional (no solamente económica) es el mejor método para suavizar antagonismos en el sistema político internacional.